# ديفيد موريس (ملحن)
ديفيد موريس (بالإنجليزية: David Morris)‏ هو ملحن ومغن مؤلف أمريكي، ولد في 3 يناير 1964.